# Carga sísmica

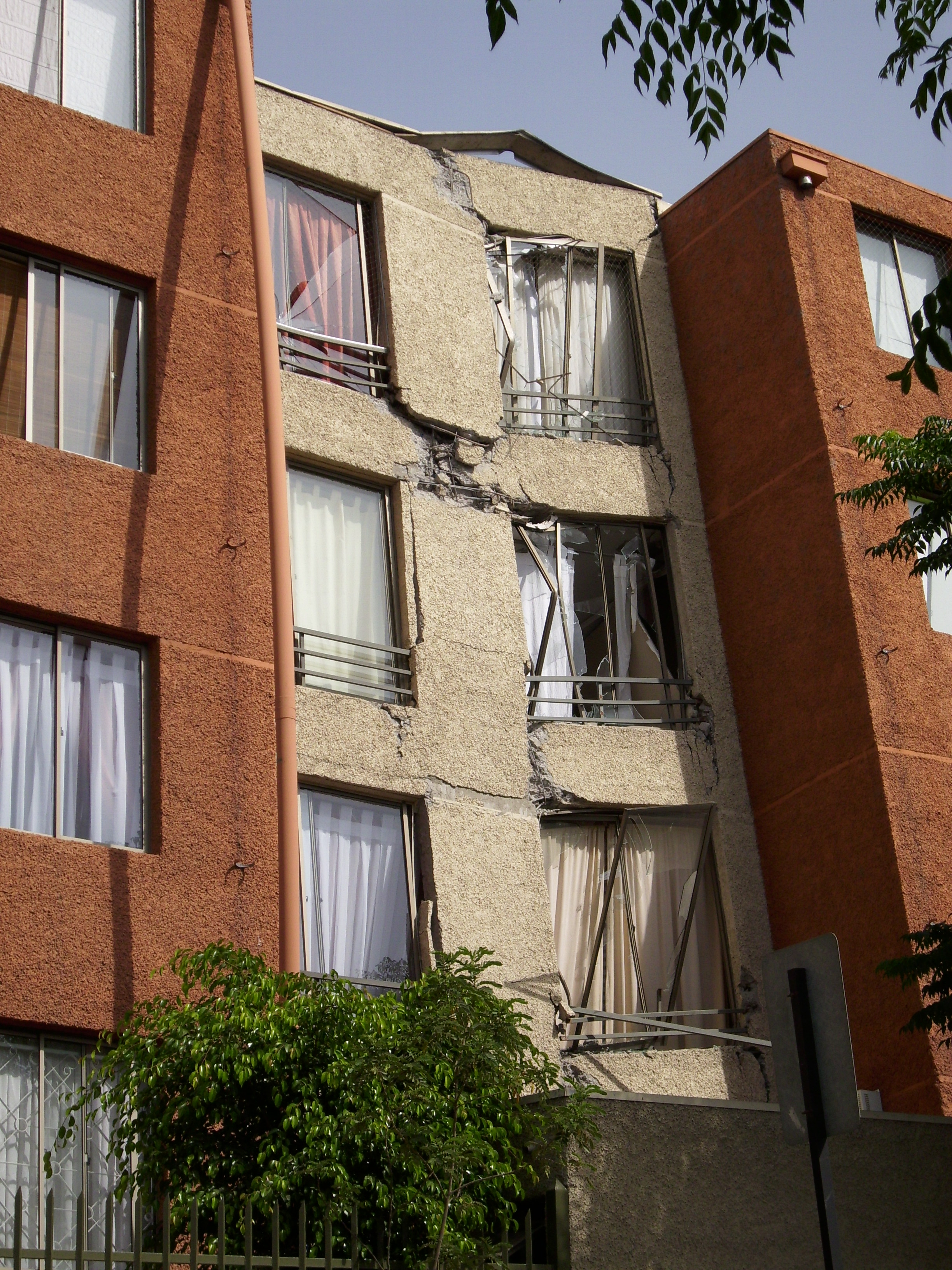
La fachada del colapsado edificio Don Tristán horas después del terremoto de Chile de 2010.

La carga sísmica es un concepto utilizado en ingeniería sísmica que define las acciones que un sismo provoca sobre la estructura de un edificio y que deben ser soportadas por esta. Se trasmiten a través del suelo, las estructuras adyacentes o el impacto de las olas de los maremotos.

## Cuantificación de la cargas sísmicas
La estructura de un edificio debe resistir al mismo tiempo acciones diferentes como es el caso del peso propio, el sobrepeso de la ocupación, el viento... Las particularidades de las acciones de un sismo hacen difícil conjugar un cálculo con todas las acciones al mismo tiempo, por lo que en el cálculo se suelen utilizar como cargas sísmicas unas cargas convencionales que producirían sobre el edificio los mismos daños que el terremoto. Estas cargas sísmicas se suelen calcular generalmente de dos modos:
- Por fuerzas estáticas equivalentes: Se establece sobre la estructura un sistema de fuerzas puras que son equivalentes a soportar un sismo. Generalmente son fuerzas horizontales situadas en el centro de masas de cada planta. Es el método más sencillo y el que se suele utilizar mayoritariamente
- Por consideraciones energéticas: Se establece sobre la estructura una transmisión de energía que es equivalente a soportar un sismo. Es un cálculo más complejo y menos utilizado, pero permite el cálculo de sistemas estructurales y tipos de sismo cuyo comportamiento no se adecúa bien a sistemas de fuerzas estáticas

El dimensionamiento de las cargas sísmicas para una estructura determinada depende principalmente de:
- El terremoto de proyecto según el que se espere en la zona en la que se sitúe el edificio. Normalmente las normativas definen el terremoto de proyecto a través de su aceleración sísmica
- El tipo de suelo sobre el que se sitúa el edificio. Los terrenos demasiado blandos amplifican las vibraciones del suelo
- La distribución de masas del edificio. Al ser un sismo en esencia un movimiento, los daños en el edificio se forman debido a la inercia que intenta mantener al edificio en su estado original. La inercia depende directamente de la masa, por lo que a mayor masa mayores cargas sísmicas
- Las características de las ondas de gravedad del maremoto esperable en la zona del edificio